# Ioannis Maniatis
Ioannis 'Giannis' Maniatis (Grieks: Γιάννης Μανιάτης) (Lebadeia, 12 oktober 1986) is een Grieks voetballer die bij voorkeur als verdediger speelt. Hij verruilde in januari 2011 Panionios voor Olympiakos Piraeus. Maniatis debuteerde in 2010 in het Grieks voetbalelftal.

## Clubcarrière
Maniatis debuteerde in 2003 in het betaald voetbal als speler van Panionios. Dat verruilde hij in januari 2011 voor Olympiakos Piraeus, waar hij uitgroeide tot aanvoerder. Met Olympiakos won Maniatis viermaal op rij het landskampioenschap.
| Seizoen | Club               | Land                 | Competitie         | Competitie | Competitie | Beker | Beker | Europa | Europa | Totaal | Totaal |
| Seizoen | Club               | Land                 | Competitie         | Wed.       | Dlp.       | Wed.  | Dlp.  | Wed.   | Dlp.   | Wed.   | Dlp.   |
| ------- | ------------------ | -------------------- | ------------------ | ---------- | ---------- | ----- | ----- | ------ | ------ | ------ | ------ |
| 2004/05 | Panionios          | Vlag van Griekenland | Super League       | 8          | 0          | —     | —     | —      | —      | 8      | 0      |
| 2005/06 | Panionios          | Vlag van Griekenland | Super League       | 13         | 0          | —     | —     | —      | —      | 13     | 0      |
| 2006/07 | Panionios          | Vlag van Griekenland | Super League       | 27         | 0          | —     | —     | —      | —      | 27     | 0      |
| 2007/08 | Panionios          | Vlag van Griekenland | Super League       | 29         | 0          | 2     | 0     | 6      | 0      | 37     | 0      |
| 2008/09 | Panionios          | Vlag van Griekenland | Super League       | 25         | 2          | 1     | 0     | 4      | 0      | 30     | 2      |
| 2009/10 | Panionios          | Vlag van Griekenland | Super League       | 26         | 3          | 4     | 0     | —      | —      | 30     | 3      |
| 2010/11 | Panionios          | Vlag van Griekenland | Super League       | 14         | 1          | 1     | 0     | —      | —      | 15     | 1      |
| 2010/11 | Olympiakos Piraeus | Vlag van Griekenland | Super League       | 9          | 0          | 0     | 0     | —      | —      | 9      | 0      |
| 2011/12 | Olympiakos Piraeus | Vlag van Griekenland | Super League       | 22         | 0          | 4     | 0     | 7      | 0      | 33     | 0      |
| 2012/13 | Olympiakos Piraeus | Vlag van Griekenland | Super League       | 27         | 2          | 5     | 1     | 8      | 1      | 40     | 4      |
| 2013/14 | Olympiakos Piraeus | Vlag van Griekenland | Super League       | 26         | 4          | 5     | 0     | 7      | 0      | 38     | 4      |
| 2014/15 | Olympiakos Piraeus | Vlag van Griekenland | Super League       | 17         | 2          | 1     | 0     | 7      | 0      | 25     | 2      |
| 2015/16 | Olympiakos Piraeus | Vlag van Griekenland | Super League       | 2          | 0          | 3     | 1     | 0      | 0      | 5      | 1      |
| 2015/16 | → Standard Luik    | Vlag van België      | Jupiler Pro League | 8          | 2          | 1     | 0     | —      | —      | 9      | '2     |
| Totaal  | Totaal             | Totaal               | Totaal             | 253        | 16         | 28    | 2     | 47     | 1      | 328    | 19     |

## Interlandcarrière
Maniatis debuteerde op 11 augustus 2010 in het Grieks voetbalelftal als invaller in een vriendschappelijke uitwedstrijd tegen Servië (0–1). Hij maakte deel uit van de selectie voor het Europees kampioenschap voetbal 2012, waar hij alle vier de wedstrijden volledig speelde. In mei 2014 nam bondscoach Fernando Santos hem op in de selectie voor het wereldkampioenschap voetbal 2014 in Brazilië. Hij speelde alle vier duels van zijn land op het toernooi, waaronder ook de verloren achtste finale tegen Costa Rica.

## Palmares
| Competitie                |                    |                        |                    |                    |
| Competitie                | Aantal             | Jaren                  |                    |                    |
| Olympiakos Piraeus        | Olympiakos Piraeus | Olympiakos Piraeus     | Olympiakos Piraeus | Olympiakos Piraeus |
| ------------------------- | ------------------ | ---------------------- | ------------------ | ------------------ |
| Landskampioen Griekenland | 4x                 | 2012, 2013, 2014, 2015 |                    |                    |
| Standard Luik             |                    |                        |                    |                    |
| Beker van België          | 1x                 | 2016                   |                    |                    |

1 Paschalakis ·
3 Ortega ·
4 Biancone ·
5 Pirola ·
8 Stamenić ·
9 El Kaabi ·
10 Martins ·
11 Velde ·
14 García ·
16 Carmo ·
17 Jaremtsjoek ·
18 Willian ·
19 Masouras  ·
20 Costinha ·
22 Chiquinho ·
23 Rodinei ·
27 Oliveira ·
30 Androutsos ·
31 Botis ·
32 Hezze ·
45 Retsos ·
65 Apostolopoulos ·
67 Koutsidis ·
74 Ntoi ·
84 Kostoulas ·
88 Tzolakis ·
96 Mouzakitis ·
97 Yazıcı ·
99 Anagnostopoulos ·
Coach: Mendilibar
· Assistent-coach: Rico